# Årstaskogen

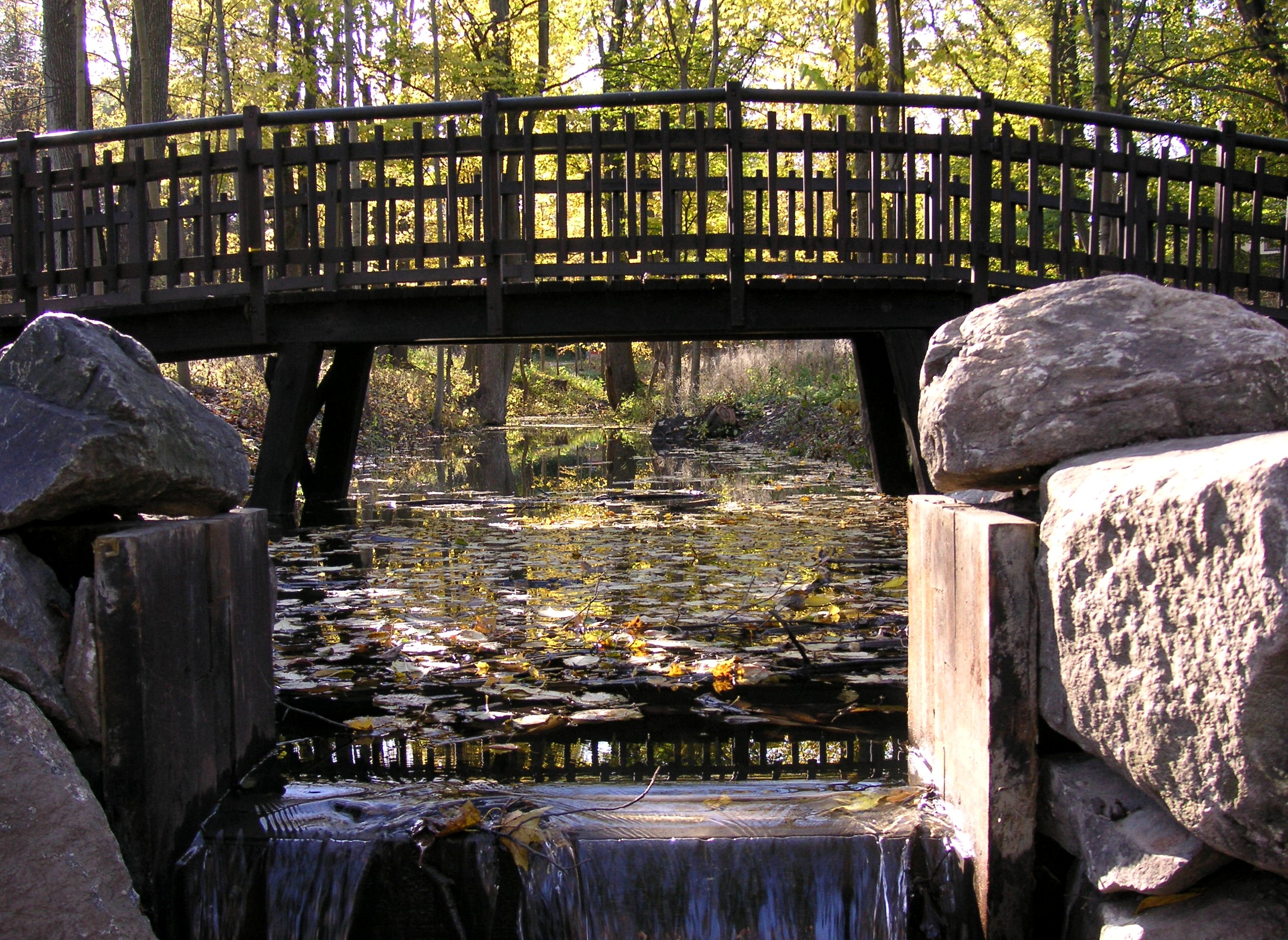
Årstaskogens bäckravin.

Årstaskogen är ett skogsområde i södra Stockholm. Området ligger i stadsdelarna Årsta och Liljeholmen och sträcker sig från Johanneshovsbron till Årstabroarna på den förkastningsbrant som ligger söder om Årstaviken.

## Beskrivning
Under Årstaskogen finns bergrum för Stockholm Vatten samt militära bunkersystem. I östra delen ligger Skanskvarns koloniträdgårdsförening och Dianelunds koloniträdgårdsförening som båda anlades 1917 och består idag av 23 respektive 32 lotter. På höjden ovanför koloniträdgårdarna fanns under beredskapstiden Skanskvarns luftvärnsställning, från den tiden är två skyttevärn kvar. Järnvägen är dragen genom skogen nära dess västra ände vid Årstaberg och fortsätter ut på Årstabroarna. Brofästena är gjutna ovanför den klippiga brant som vetter mot Liljeholmskajen. Hammarby IF Fotbolls träningsanläggning Årsta IP ligger i skogsområdets norra utkant.
Det finns många promenadvägar genom Årstaskogen varav en genomgående längs hela intill Årstaviken som går från under Årstabroarna till Hammarbyslussen. Delar av vägen är asfalterad. Under 2008 fick delar av vägen belysning. Med jämna mellanrum finns det enkla sittbänkar och på två platser finns det gedigna bord med tillhörande sittbänk. Det finns även utegym med träningsredskap i trä på två ställen. Längs promenadvägen finns Årstadals båtklubb, här har Valla å sitt utlopp in i Årstaviken genom Årstaskogens bäckravin.

## Årstablick
Årstablick var ett kafé som drevs under 1940- och 50-talet; beläget på en bergknalle (41 m ö.h.) norr om Årsta idrottsplats, med utsikt över Årstaviken och Södermalm.

## Naturreservat
Stockholms stad invigde i juni 2018 ett naturreservat bestående av Årstaskogen och Årsta holmar.

## Bilder

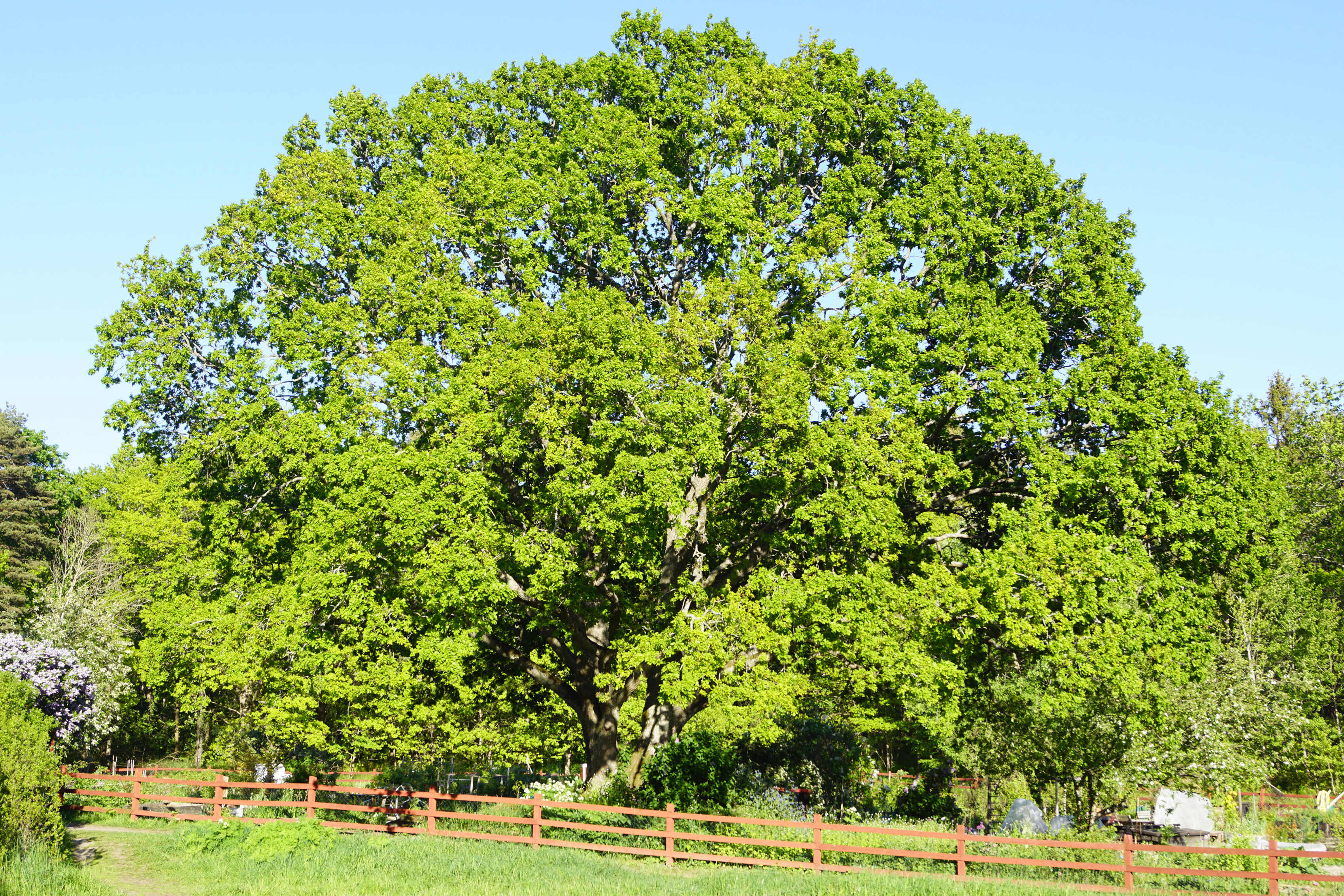
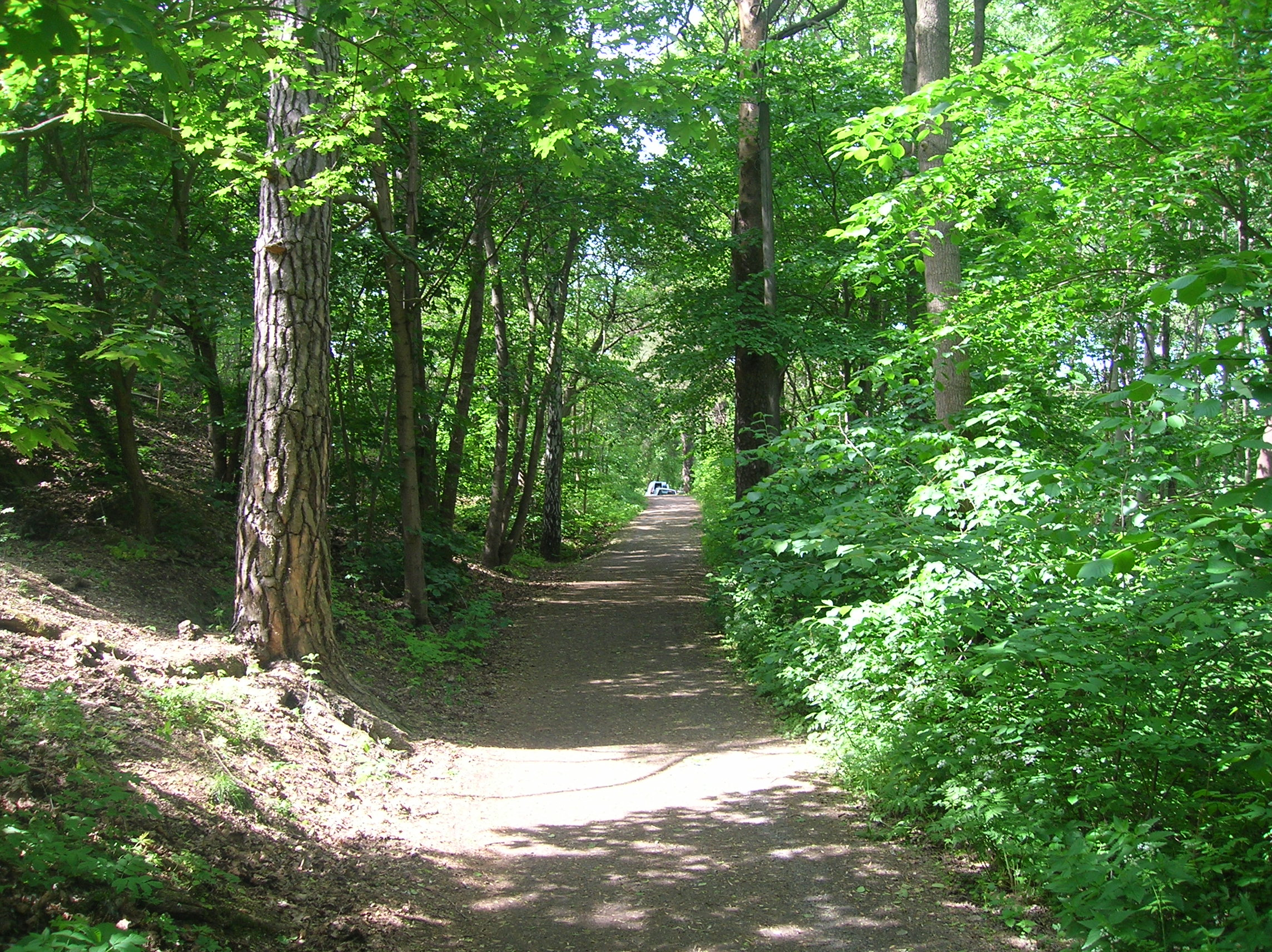
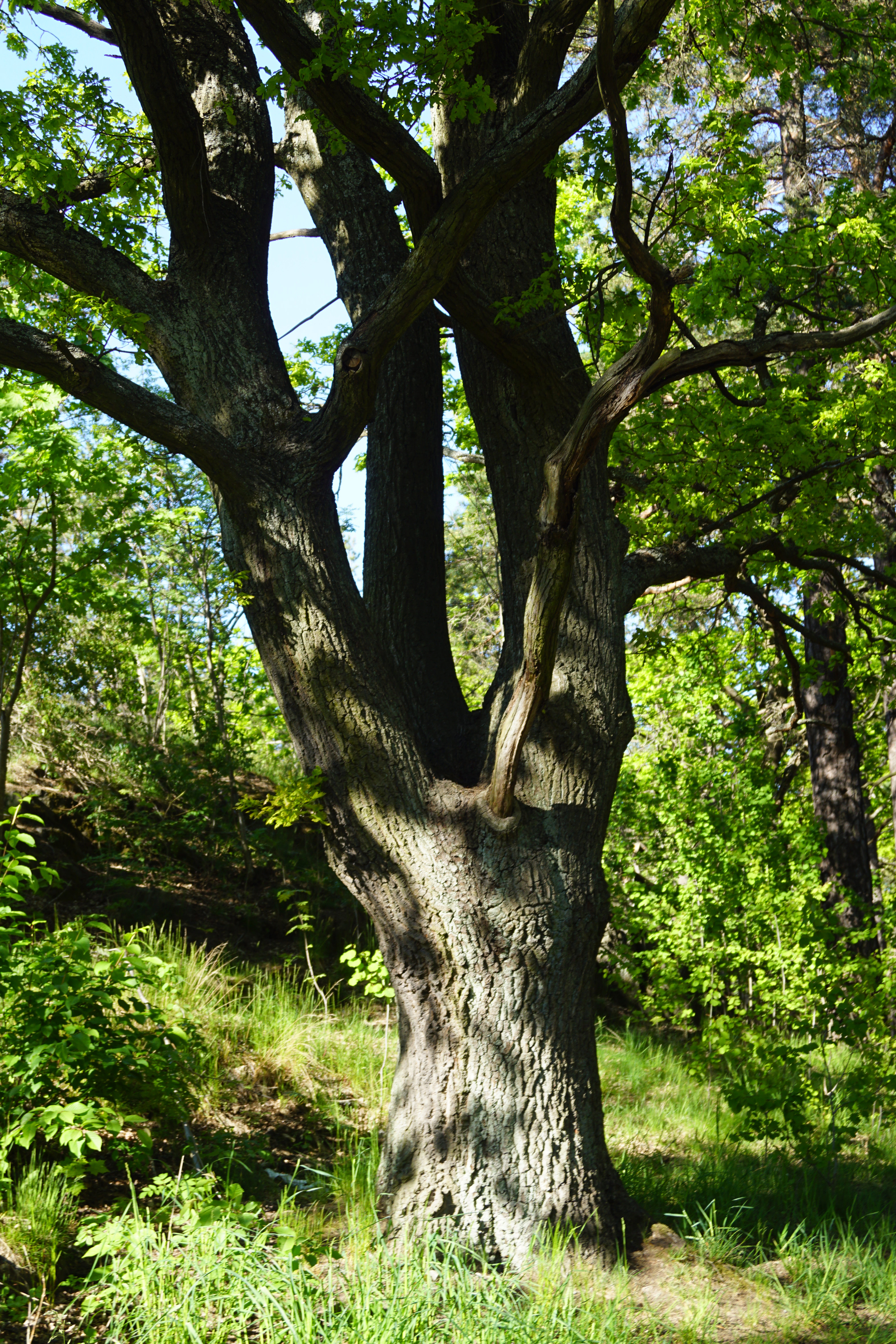
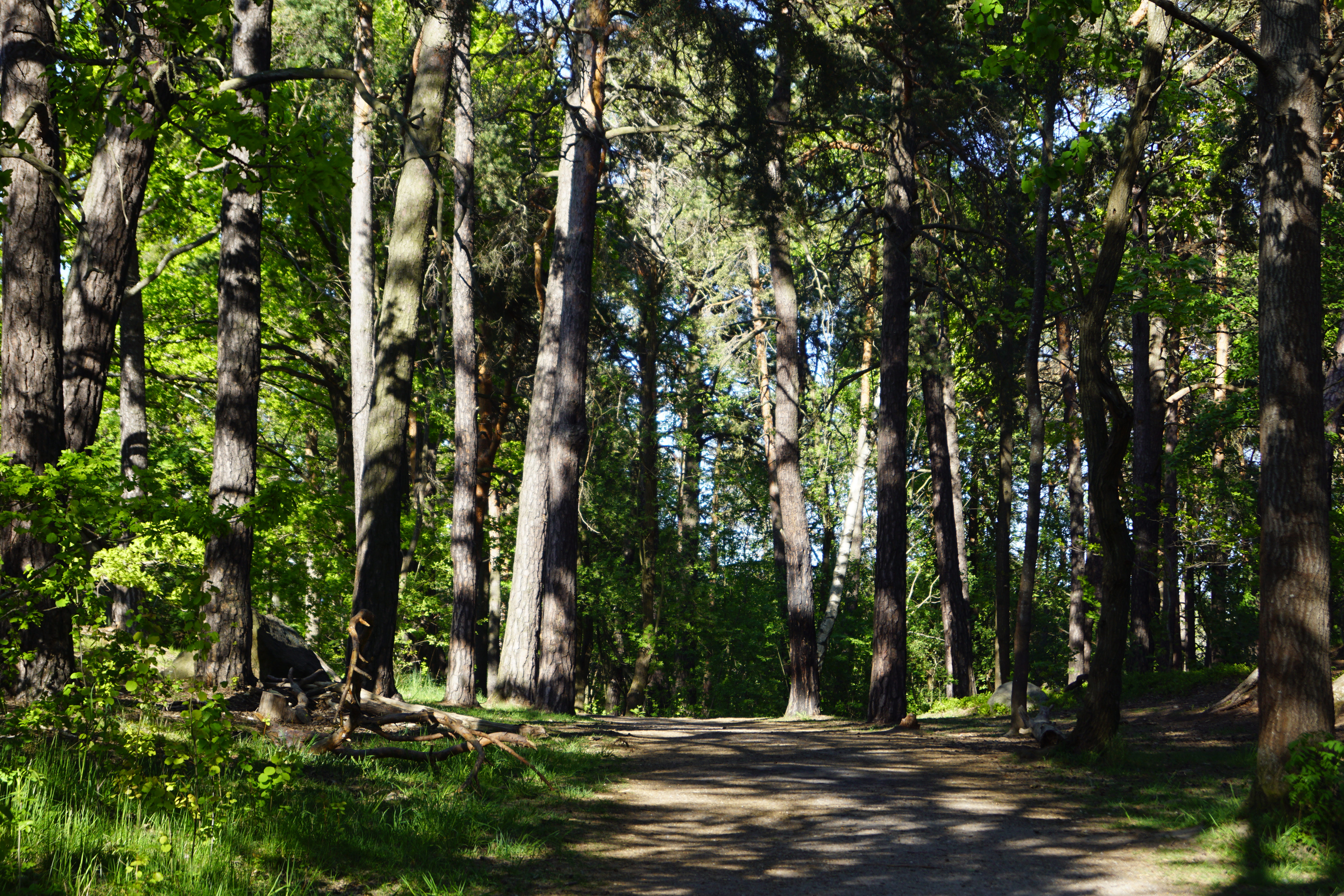

## Andra stadsnära skogar i Söderort
- Fagersjöskogen
- Hemskogen
- Majroskogen
- Nackareservatet
- Solbergaskogen
- Svedmyraskogen
- Sätraskogen
- Älvsjöskogen